# 의미장
의미장(意味場, semantic field)은 언어학에서 특정 주제를 가리키도록 의미론적으로 묶인 단어들의 어휘적 집합이다. 이 용어는 인류학, 계산기호학, 기술주석에도 사용된다.

## 역사
의미장 이론의 기원은 1930년대에 조스트 트리어가 선보인 의미장이론이지만:31 존 라이언스에 따르면 역사적 뿌리는 빌헬름 폰 훔볼트와 요한 고트프리트 헤르더의 아이디어에서 비롯된다.

## 의미 변화
주어진 단어의 의미장은 시간이 지남에 따라 변화한다. 영어 단어 man은 예외적으로 "인간"을 의미하는 반면 오늘날에는 "성인 남성"을 의미하는 것이 지배적이지만 의미장은 일부의 경우 일반적인 사람을 의미하도록 여전히 확장한다.

## 같이 보기
- 상하위 관계
- 환유
- 다의어
- 시소러스